# Tōkyū Corporation
La Tōkyū Corporation (東急株式会社?, Tōkyū Kabushiki-gaisha) è una compagnia di trasporti giapponese, facente capo al Tōkyū Group. È uno dei principali operatori ferroviari privati (non JR Group) in Giappone e opera nella periferia sud-ovest della città di Tokyo.

## Storia
La compagnia è stata costituita il 2 settembre 1922 con il nome Ferrovia Elettrica Meguro-Kamata (目黒蒲田電鉄?, Meguro Kamata Dentetsu), in seguito venne ribattezzata Ferrovia Elettrica Tokyo-Yokohama (東京横浜電鉄?, Tōkyō Yokohama Dentetsu) prima di assumere l'attuale denominazione nel 1943. Durante gli anni '40 fu al centro di diversi processi di acquisizione e fusione con altre compagnie oggi note come le Ferrovie elettriche Keihin Kyuko, Keiō Corporation e Odakyu Electric Railway. Durante questo periodo era anche indicata con il nome Dai-Tōkyū (letteralmente Grande Tokyu).

## Linee
| Linea                 | Tratto                      | km   | Stazioni | Inaug | Vel Max  |
| --------------------- | --------------------------- | ---- | -------- | ----- | -------- |
| TY Linea Tōyoko       | Shibuya - Yokohama          | 24,2 | 21       | 1926  | 110 km/h |
| MG Linea Meguro       | Meguro - Hiyoshi            | 11,9 | 13       | 1923  | 110 km/h |
| DT Linea Den-en-toshi | Shibuya - Chūō-Rinkan       | 31,5 | 27       | 1963  | 110 km/h |
| OM Linea Ōimachi      | Ōimachi - Futako-Tamagawa   | 10,4 | 15       | 1927  | -        |
| IK Linea Ikegami      | Gotanda - Kamata            | 10,9 | 15       | 1922  | 80 km/h  |
| SG Linea Setagaya     | Sangen-Jaya - Shimo-Takaido | 5,0  | 10       | 1925  | 40 km/h  |
| TM Linea Tamagawa     | Kamata - Tamagawa           | 5,6  | 7        | 1923  |          |
| Totale                | 7 linee                     | 99,5 |          |       |          |

## Tariffe
| Distanza (km) | Prezzo (yen) |
| ------------- | ------------ |
| < 3 km        | 120          |
| 4 - 7         | 150          |
| 8 - 11        | 190          |
| 12 - 15       | 210          |
| 16 - 20       | 240          |
| 21 - 25       | 260          |
| 26 - 30       | 290          |
| 31 - 35       | 320          |
| 36 - 40       | 360          |
| 41 - 45       | 390          |
| 46 - 50       | 420          |
| 51 - 56       | 450          |